# Isto é Zico: Zico no Kangaeru Soccer
Isto é Zico: Zico no Kangaeru Soccer (em japonês: イスト・エ・ジーコ ジーコの 考えるサッカー) é um video interativo de futebol lançado em CD-ROM pela Mizuki em 22 de março de 1996 para o console Sega Saturn, que tem como garoto-propaganda o futebolista brasileiro Zico.
Foi lançado apenas no Japão.[carece de fontes?]